# Малая чёрно-красная котинга
Малая чёрно-красная котинга (лат. Phoenicircus carnifex) — вид птиц семейства котинговые. Он является одним из двух видов рода чёрно-красных котинг.
Птица обитает в северо-восточной части Южной Америки, Гайане, Суринаме, Французской Гвиане, а также в небольших приграничных районах, расположенных в Восточной Венесуэле . В Бразилии вид встречается в низовьях Амазонской низменности, граничащей с Гайаной у стока Амазонки, и только в штатах Пара и Амапа обитает в верхнем течении реки. Встречается на острове Маражо и южном направлении, на северо-востоке штата Пара.
Естественной средой обитания птицы являются субтропические или тропические влажные низменные леса.
Ареал вида частично пересекается с ареалом большой чёрно-красной котинги, ещё одним представителем рода чёрно-красных котинг.

## Внешние ссылки
- "Guianan Red Cotinga" videos on the Internet Bird Collection
- Stamps (for Suriname) with RangeMap
- Photo; Article planktonik.com
- Photo-High Res Архивная копия от 10 июня 2007 на Wayback Machine; Article Архивная копия от 10 июня 2007 на Wayback Machine www.mnh.si.edu—"Biological Diversity of the Guiana Shield"
- Graphic-"Red Cotinga"; Article montereybay–Best Birds of the World